# José Filomeno dos Santos
José Filomeno dos Santos (* 9. Januar 1978 in Luanda, Angola; auch Zénu genannt) ist ein angolanischer Geschäftsmann und Sohn des langjährigen Präsidenten José Eduardo dos Santos. Gegen den ehemaligen Vorsitzenden des angolanischen Staatsfonds Fundo Soberano de Angola (FSDA) wird wegen Korruption und Geldwäsche ermittelt.

## Kindheit
Dos Santos wurde am 9. Januar 1978 als Sohn von José Eduardo dos Santos und dessen Sekretärin Filomena de Sousa in Luanda geboren. Er wuchs die ersten Lebensjahre im Haus seiner Großeltern mütterlicherseits in der rua Porto Alexandre auf. Er besuchte die Ngola Kanini-Grundschule (ehemals João Crisóstomo-Grundschule) in der Nähe des französischen Gymnasiums und der portugiesischen Schule und wechselte anschließend auf die Sekundarschule Juventude em Luta. Mit 12 Jahren zog er mit seiner Mutter nach Stockholm, als sie dort als Sekretärin der angolanischen Botschaft arbeitete, anschließend nach London, wo die Mutter in gleicher Position beschäftigt war.

## Studium
An der University of Westminster nahm er ein Studium der Elektrotechnik auf, das er mit einem Bachelor of Science abschloss, anschließend erwarb er dort einen Master-Abschluss in Finanzen und in Management von Informationssystemen.

## Karriere
Nach dem Tod Jonas Savimbis kehrte dos Santos 2002 nach Angola zurück. Seine erste Anstellung fand er bei AAA, der Versicherungsgesellschaft von Sonangol. Im Jahr 2005 wechselte er in den Privatsektor als Mitarbeiter der Beratungsfirma Quantum Global und gründete mit einem Geschäftspartner die Banco Quantum, die erste angolanische Investmentbank, 2010 in Banco Kwanza Invest umbenannt, und war Vorstandsmitglied der Bank. Zudem baute er die afrikanische Innovationsstiftung mit Sitz in Zürich auf. Im Juni 2013 wurde er zum neuen Vorsitzenden des Staatsfonds FSDA und damit zum Verwalter von 5-Milliarden-US-Dollar, über die der Fonds verfügt, ernannt. In dieser Funktion wurde er vom Sovereign Wealth Fund Institute auf Platz 26 der 100 mächtigsten Vorsitzenden von Vermögensfonds gelistet. Seine Ernennung rief auch Kritik hervor, da sie vielfach als eine Maßnahme des damaligen Präsidenten dos Santos zur Machterhaltung und zur Vorbereitung einer Dynastie an der Staatsspitze Angolas interpretiert wurde. José Filomeno dos Santos trat diesen Vorwürfen entgegen, indem er auf seine Kompetenz im Finanzsektor verwies und bestritt, dass es sich bei seiner Ernennung um eine politische Entscheidung gehandelt habe. Im Dezember 2016 wurde überraschend bekannt, dass José Eduardo dos Santos 2017 nicht für eine weitere Amtszeit als angolanischer Präsident kandidiert. Damit waren auch Spekulationen über eine mögliche Machtübergabe an seinen Sohn obsolet. Am 26. September 2017 wurde João Lourenço als neuer Präsident Angolas vereidigt.

### Korruptionsvorwürfe
Der neue Präsident Lourenço macht einen entschlossenen Kampf gegen die weitverbreitete Korruption in Angola zu einem der Schwerpunkte seiner Präsidentschaft. Zudem begann er nach seiner Vereidigung schnell mit der Zurückdrängung des Einflusses der bislang überaus mächtigen dos Santos-Familie. Im Januar 2018 wurde José Filomeno dos Santos seines Amtes enthoben. Bereits im März wurde er wegen verschiedener Vorwürfe, darunter Geldwäsche, Korruption, Betrug und Bildung einer kriminellen Vereinigung angeklagt. Aus den veröffentlichten Bilanzen der Stiftung geht hervor, dass José Filomento dos Santos allein im Jahr 2014 Beraterhonorare von 117 Millionen US-Dollar an Scheinfirmen im Ausland überwiesen hat, die zur Bank Quantum Global seines Geschäftspartners Jean-Claude Bastos de Morais gehören. Die Panama Papers enthüllten des Weiteren, dass er in einer Überweisung 100 Millionen US-Dollar an eine von Mossack Fonseca gegründete Briefkastenfirma, deren Eigentümer unbekannt ist, vom Konto der Stiftung getätigt hat. Im Zentrum der Ermittlungen stand jedoch eine Zahlung von 500 Millionen US-Dollar an eine britische Bank, die von den britischen Behörden eingefroren wurde, und die von dos Santos gegründete Stiftung, die als mögliches Instrument zur Geldwäsche untersucht wurde. Im Rahmen des Prozesses wurde dos Santos in Untersuchungshaft genommen. Im März 2019 kam er aus dieser wieder frei, durfte das Land aber nicht verlassen, da ein Urteil gegen ihn in mehreren Prozessen noch aussteht. Der Gerichtsprozess begann am 9. Dezember 2019 in Luanda. Am 19. Februar 2020 bestätigte das Oberste Gericht von Angola die Authentizität der Unterschrift von José Eduardo dos Santos auf einem offiziellen Brief, mit dem er die Überweisung der 500 Millionen US-Dollar von der Banco Nacional de Angola an die britische Bank autorisierte, mit dem Ziel, einen Garantiefonds für Investitionen in Angola zu gründen. Die angolanische Justiz verurteilte José Filomeno dos Santos am 14. August 2020 wegen Betrugs, Geldwäsche und Einflussnahme zu fünf Jahren Gefängnis. Am 4. April 2024 wurde die Entscheidung des Verfassungsgerichts aufgehoben und als „verfassungswidrig“ eingestuft, da bestimmte Elemente seiner Verteidigung von den Richtern nicht berücksichtigt wurden.